# Штайнфорт (комуна)
Штайнфорт (люксемб. Stengefort, фр. Steinfort, нім. Steinfort) — комуна Люксембургу. Входить до складу кантону Капеллен в окрузі Люксембург.

## Географія
Площа території комуни складає 12,16 км² (99-е місце за цим показником серед 116 комун Люксембургу).
Висота найвищої точки комуни над рівнем моря становить 349 метрів (98-е місце за цим показником серед комун країни), найнижчої — 288 метрів (98-е місце).

## Демографія
Станом на 2011 рік на території комуни мешкало 4 545 ос.
Динаміка чисельності населення:

## Адміністративний поділ
До складу комуни входять такі поселення:
| Поселення      | Населення за даними переписів: | Населення за даними переписів: | Населення за даними переписів: |
| Поселення      | на 31.03.1981                  | на 01.03.1991                  | на 15.02.2001                  |
| -------------- | ------------------------------ | ------------------------------ | ------------------------------ |
| Грасс          | 36                             | 50                             | 70                             |
| Хаген          | 555                            | 777                            | 956                            |
| Кляйнбеттінген | 681                            | 721                            | 855                            |
| Штайнфорт      | 1 571                          | 1 873                          | 2 184                          |